# Доктрина збалансованого розвитку «Україна 2030»
Доктрина збалансованого розвитку «Україна 2030» (Доктрина «Україна 2030», Доктрина) — книга у якій вперше пропонуються конкретні терміни запуску та реалізації механізмів збалансованого розвитку принципово нової траєкторії економічного зростання України до 2030 року.
Доктрина формулює стратегічні й тактичні задачі економічного прориву України та механізми їх досягнення в контексті мегатрендів світового розвитку, виходячи з концепту людиноцентризму.

## Визначення
Доктрина «Україна 2030» є представленням науково-обґрунтованої системи принципів, соціально-економічних і політичних механізмів збалансованого розвитку людини та суспільства в Україні.

## Мета Доктрини
Запропонувати модель збалансованого розвитку України через визначення горизонтів, принципів і механізмів їх досягнення.

## Ключові завдання
Доктрина спрямована на формування механізмів модернізації національної економіки та державного управління в контексті їх адаптації до світових трендів збалансованого розвитку, що забезпечить швидке досягнення економічних і соціально-політичних результатів і рівень ВВП 2030 року — 710—750 млрд дол. США.

## Пріоритети
Запропонувати нову соціально орієнтовану модель економічного розвитку, де найвищою цінністю є Людина, а головною рушійною силою розвитку — реалізація креативного потенціалу нації.

## Базові принципи
Закладені у Доктрині базові принципи зумовлені євроінтеграційною стратегією України:
- розумного зростання: зростання економіки, яке ґрунтується на знаннях та інноваціях;
- збалансованого зростання: сприяння найефективнішому використанню ресурсів, розвитку екологічної та конкурентоспроможної економіки;
- всеохопного зростання: стимулювання економіки з високим рівнем зайнятості заради соціальної та територіальної згуртованості.

## Ключові учасники
Доктрина є консолідованим документом ключових учасників економічної діяльності та української економічної науки, які об'єдналися для всебічного аналізу поточної ситуації, наукових прогнозів та конструктивних пропозицій, спрямованих на забезпечення миру і процвітання країни, зростання добробуту кожного українського громадянина.
Документ розроблено за активної участі провідних українських університетів:
- Київського національного університету імені Тараса Шевченка
- Національного технічного університету України «Київський політехнічний інститут імені Ігоря Сікорського»
- ДВНЗ «Київський національний економічний університет імені Вадима Гетьмана»
- Національного університету «Києво-Могилянська академія»
- Національного університету біоресурсів і природокористування України

а також за консультаційної підтримки програми UNIDO (ООН) та фінансової підтримки Української Бізнес Ініціативи.
Автором ідеї та концептуального рішення Доктрини є Сергій Олексійович Тарута.

## Автори Доктрини
Дослідницька група (think tank) «Аналітична платформа стратегічних комунікацій» у складі:
- Оксана Жилінська[1] (науковий редактор), завідувач кафедри менеджменту інноваційної та інвестиційної діяльності економічного факультету Київського національного університету імені Тараса Шевченка, доктор економічних наук, відмінник освіти України.
- Лариса Антонюк[2], проректор з наукової роботи ДВНЗ «Київський національний економічний університет імені Вадима Гетьмана», доктор економічних наук, професор.
- Олександра Гуменна[3], декан факультету економічних наук Національного університету «Києво-Могилянська академія», кандидат економічних наук, доцент.
- Оксана Мельничук (відповідальний редактор), докторант лабораторії політичних та соціальних трансформацій Паризького університету Дені Дідро (Франція), pre PhD політична філософія, соціологія влади.
- Андрій Радчук, незалежний експерт з питань розвитку фінансової та банківської системи, консультант Ради Національного банку України з питань стратегії грошово-кредитної політики (2005—2015 рр.).
- Ярослава Столярчук[4], професор кафедри міжнародної економіки ДВНЗ «Київський національний економічний університет імені Вадима Гетьмана», доктор економічних наук, професор.
- Сергій Тарута, промисловець, засновник Індустріального Союзу Донбасу, автор та ініціатор інноваційної модернізації найсучаснішого Алчевського металургійного комплексу.
- Ганна Харламова[5], доцент кафедри економічної кібернетики економічного факультету Київського національного університету імені Тараса Шевченка, кандидат економічних наук, доцент, лауреат Премії НАН України для молодих вчених (2004, 2012).
- Ніна Чала[6], професор кафедри маркетингу та управління бізнесом Національного університету «Києво-Могилянська академія», доктор наук з державного управління, професор.
- Олександр Шнирков, завідувач кафедри світової економіки та міжнародних економічних відносин Інституту міжнародних відносин Київського національного університету імені Тараса Шевченка, доктор економічних наук, професор.

## Консультанти
- д-р екон. наук, проф., акад. НАН України В.Геєць, директор Інституту економіки і прогнозування НАН України;
- д-р екон. наук, проф., акад. НАН України Е.Лібанова, директор Інституту демографії і соціальних досліджень ім. М. В. Птухи НАН України;
- д-р фіз.-мат. наук, проф., акад. НАН України В.Семиноженко;
- д-р екон. наук, проф. А.Поручник, директор Інституту бізнес-освіти ДВНЗ «Київський національний економічний університет імені Вадима Гетьмана»;
- канд. екон. наук Л.Мусіна, координатор програми UNIDO в Україні;
- д-р філос. наук Є.Головаха, завідувач відділом методології та методів соціології, заступник директора Інституту соціології НАН України;
- д-р екон. наук О.Кірш, заслужений економіст України;
- Б.Беренштейн, генеральний директор Союзу бірж України;
- канд. екон. наук, доц. М.Назарчук, член наглядової ради ПрАТ «СК ВУСО»;
- А.Севастюк, консультант із стратегічних комунікацій та розвитку, віце-президент Всеукраїнської ліги із зв'язків із громадськістю.

## Методологія
Для розробки Доктрини застосовано методологічний інструментарій DELFI, SWOT-аналізу, методи портфельного аналізу БКГ (матриць BCG), PTA, «Форсайту» (прогнозування через сценарний підхід), економіко-математичного моделювання, стратегічного прогнозування. Також було проведене анкетне опитування 30 провідних докторів і кандидатів економічних наук, які мають досвід наукових досліджень у галузі економічних наук не менше 15 років.

## Зміст доктрини

### Частина І. Чинна модель економічного розвитку України
Головний висновок щодо чинної економічної моделі України полягає у тому, що вона повністю вичерпала ресурс навіть для власного самовідновлення й потребує негайної заміни.
Головна й найбільша помилка поточного періоду — це намагання проводити реформи в межах старої парадигми без кардинальної зміни моделей економічного розвитку та державного управління.
У чинній системі правлячий політичний клас увійшов у перманентний конфлікт з українським суспільством, провокуючи соціальну напругу, яку долали радикальним шляхом спочатку помаранчевий майдан, а згодом і Революція Гідності.
Інтегральні ризики на шляху до збалансованого розвитку для України ідентифіковано в контексті глобальних ризиків:
1. Неефективність державного управління.
2. Критичні показники боргового навантаження (борговий зашморг).
3. Недоступність фінансових ресурсів через кредитний механізм.
4. Критичні масштаби й темпи втрати людського капіталу.

Ключове завдання, яке нині постає перед Україною, — ефективне реагування та превентивні заходи щодо інтегральних ризиків.
За форсайтними оцінками визначено критичні оперативні чинники гальмування розвитку України:
1. Втрати від військових дій на Сході та окупації Криму становили до 25 % ВВП.
2. Частка тіньового сектора в національній економіці за експертними оцінками стабілізувалася на рівні 50–52 %, хоча, за офіційними даними, у січні–вересні 2016 р. рівень тіньової економіки становив 35 % ВВП.
3. Масштаби корупції, що пов'язані з тіньовою економікою, досягли 14 % ВВП.
4. Застаріла й неефективна система пенсійного забезпечення спричиняє суттєвий негативний тиск на національну економіку: за перше півріччя 2016 р. видатки Пенсійного фонду України становили майже 13 % ВВП (у 2015 р. — 13,4 %).
5. Державний та гарантований державою борг України станом на 31 грудня 2016 р. досяг 71 млрд дол., причому зовнішній борг становив майже дві третини — 64,3 % від загальної суми державного та гарантованого державою боргу.
6. Енергоємність ВВП України перевищує середньосвітовий показник і показники розвинених країн. За даними Світового банку у 2014 р., на створення одного долара світового ВВП (за паритетом купівельної спроможності 2011 р.) витрачалося 0,127 кг нафтового еквівалента, в Україні цей показник був у 2,35 разу вищим і становив 0,298 кг н. е. на один долар ВВП.

За умови перевищення 10 % щорічного економічного зростання Україна спроможна отримати перспективу приєднання до топ-30 конкурентоспроможних країн світу. Але ймовірність досягнення таких показників оцінюється у 3 %.

### Частина II. Бачення України–2030 та цілі економічного розвитку
Головне завдання для України полягає у створенні надійної економічної системи, яка відповідатиме стратегії національної безпеки, зміцненню та ефективному конкурентному розвитку відповідно до цілей збалансованого розвитку, визначених ООН як ключові рекомендації урядам усіх країн, та відповідно до глобальних мегатрендів.
За результатами SWOT-аналізу згідно з методологією «Форсайт», ідентифіковані такі сильні сторони національної економіки:
- Наявність багатогалузевої інфраструктури (військово-промисловий комплекс, авіакосмічна промисловість, корабле-, енерго- й машинобудування, гірнича промисловість, транспортне машинобудування) як основи перебудови економіки за кластерним принципом.
- Наявність освіченого працездатного людського капіталу, що засвідчує 34 рейтингова позиція України зі 140 країн за рейтингом Всесвітнього економічного форуму.
- Сировинно-ресурсна база для атомної, відновлюваної енергетики й точного приладобудування. У надрах України виявлено майже 20 тис. родовищ, з яких 8290 за 98 видами мінеральної сировини мають промислове значення.
- Вигідне географічне розташування в євразійському просторі, де в середньо- й довгостроковій перспективі вагомість транспортних коридорів лише зростатиме.
- Унікальні чорноземи у світовому масштабі — на території України, яка обіймає майже 0,5 % земної суші, знаходиться близько 20 % світових чорноземів.
- Один з найбільших ринків у Європі з понад 40 мільйонами споживачів.

Можливості майбутнього розвитку України — це інноваційний стрибок прискореного економічного розвитку на основі ефективного використання наявного потенціалу людського капіталу та посилення інноваційної спроможності національної економіки як невід'ємної складової зміцнення конкурентоспроможності країни.
Водночас каталізатором для здійснення Україною інноваційного стрибка є головний носій знань і навичок — людина. Проблематика людського капіталу — фактори безпеки, культури, науки, освіти, охорони здоров'я, потребує нагальної уваги з позицій майбутнього розвитку.
Перетворити Україну на країну збалансованого розвитку, що є ключовою метою доктрини, здатні лише високоосвічені й щасливі люди, згуртовані ефективним управлінням навколо реалізації цілей збалансованого розвитку на інноваційній основі.
Водночас, оскільки показник зростання ВВП як головний індикатор економічного розвитку не дає можливості оцінити збалансований розвиток та не відображає якості життя населення, авторами Доктрини пропонується використовувати відповідний інструментарій мегаіндексів.
Мегаіндекси дають змогу здійснити кількісне оцінювання рівня сформованості головних характеристик людиноцентричної моделі розвитку як головного теоретичного концепту розробки Доктрини «Україна 2030».
Головним рушієм і джерелом збалансованого розвитку є щаслива людина, її творчий (креативний) потенціал, відтак першочергової уваги набуває інструментарій Індексу щастя та Індексу людського розвитку. Зі свого боку, Індекс добробуту використовується з метою перевірки адекватності оцінки попередніми індексами.

### Частина ІІІ. Механізми реалізації політики збалансованого розвитку
- Механізм № 1: Суспільний договір (рамкові правила, соціальна відповідальність сторін).
- Механізм № 2: Зміна парадигми державного управління — впровадження принципу розумного врядування (Good Governance).
- Механізм № 3: Структурна модернізація національної економіки за мережевим принципом.
- Механізм № 4: Стимулювання економічної активності та розвитку внутрішнього ринку.
- Механізм № 5: Розвиток креативної економіки.
- Механізм № 6: Ефективна реалізація та розвиток людського й соціального капіталу.
- Механізм № 7: Фінансове забезпечення збалансованого розвитку.
- Механізм № 8: Стійка інвестиційна безпека.

## Синтез Доктрини
Аналізуючи світові горизонти розвитку, зіставляючи наявні сильні та слабкі сторони національної економіки, Доктрина визначає, що головним багатством і ключовим потенціалом розвитку України є людський капітал, а інвестиції в людей, тобто в науку, культуру, освіту та охорону здоров'я, дають найбільш очікуваний результат — це високотехнологічна національна економіка, а також стійке, збалансоване і всеохопне зростання.